# Amolita paranoma
Amolita paranoma är en fjärilsart som beskrevs av Dyar 1914. Amolita paranoma ingår i släktet Amolita och familjen nattflyn. Inga underarter finns listade i Catalogue of Life.